# Car Mechanic Simulator
Car Mechanic Simulator est une série de jeux vidéo développée par Red Dot Games dans laquelle le joueur incarne un mécanicien automobile.

## Car Mechanic Simulator 2014

### Accueil

#### Critiques
- Canard PC : 2/10[1]
- CD-Action : 7+/10[2]

#### Ventes
En juillet 2016, Steam Spy estime les ventes du jeu sur Steam a plus 300 000 exemplaires.

## Car Mechanic Simulator 2015

### Accueil

#### Critiques
- CD-Action : 6/10[4]
- PC World : 3,5/5[5]

#### Ventes
En juillet 2016, Steam Spy estime les ventes du jeu sur Steam a plus 250 000 exemplaires.

## Car Mechanic Simulator 2018
Car Mechanic Simulator 2018 est un jeu vidéo sorti en 2017.